# Avicularia fasciculata
Avicularia fasciculata is een spin uit de familie vogelspinnen (Theraphosidae) en lid van het geslacht Avicularia. Deze spin treft men aan in geheel Zuid-Amerika.